# Liste des cours d'eau de la Martinique
Cet article présente une liste des cours d'eau de la Martinique classés par ordre alphabétique ainsi que par longueur.

## Cours d'eau classés par ordre alphabétique
- Rivière l'Abandon
- Canal d'Alesso
- Rivière Anse Couleuvre
- Rivière Anse Latouche
- Rivière de l'Anse Céron
- Rivière d'Argent
- Bagasse
- Rivière Balisier
- Rivière Bambous
- Rivière de Basse-pointe
- Rivière de Beauregard
- Rivière Beauséjour
- Rivière Bêtes Rouges
- Rivière de Bezaudin
- Rivière Bijou
- Rivière Blanche
- Rivière Bois d'Inde
- Rivière Briant
- Rivière Cacao
- Rivière Cadette
- Rivière la Calave
- Rivière Caleçon
- Rivière Capot
- Rivière Cara
- Rivière Carabin
- Rivière du Carbet
- Canal Carrère
- Rivière Case-Navire
- Rivière de Case-Pilote
- Rivière la Chapelle
- Rivière Charpentier
- Rivière Citron
- Rivière Claire
- Rivière Clitandre
- Rivière Cloche
- Rivière Coco
- Rivière de la Compère
- Rivière Concorde
- Rivière Corbière
- Rivière Coulée
- Rivière Coulée d'Or
- Rivière les Coulisses
- Crève Coeur
- Rivière Crochemort
- Rivière Daniel
- Rivière Démarthe
- Rivière Derivage
- Rivière Desroses
- Rivière Deux Courants
- Rivière de la Digue
- Rivière Dumauzé
- Rivière des Ecrevisses
- Rivière Ensseau
- Rivière Epinette
- Rivière l'Etang
- Rivière Falaise
- Rivière Ferré
- Rivière de Fond Bellemare
- Rivière de Fond Boucher
- Rivière de Fond Bourlet
- Rivière Fond Capot
- Rivière Fond Choux
- Rivière Fond Coulisses
- Rivière Fond Lahaye
- Rivière Fond Laillet
- Rivière Fond Nigaud
- Rivière Fonds Massacre
- Ruisseau Fonds Masson
- Rivière Fond Zamy
- Rivière Fromager
- Rivière François
- Rivière du Galion
- Rivière Gens Libres
- Rivière Girou
- Rivière Gommier
- Gondeau
- Rivière Goureau
- Rivière Grande Anse
- Rivière Grande Case
- Grande Rivière
- Grande Rivière Pilote
- Rivière Grand Fond
- Rivière Gressat
- Rivière Hackaert
- La Jambette
- Rivière du Jardin des Plantes
- Rivière Julien
- Rivière Lagarde
- Rivière Léonard
- La Lézarde
- Rivière du Longvilliers
- Rivière du Lorrain
- Rivière de Macouba
- Rivière Madame
- Rivière Madame Esquoia
- Rivière Madame Marie
- Rivière Madeleine
- Rivière Malingre
- Rivière Malvine
- Rivière la Manche
- Rivière la Mare
- Le Marigot
- Rivière Marigot
- Rivière Massé
- Rivière Massel
- Rivière Mastor
- Rivière Mathurin
- Rivière Moco
- Rivière Monique
- Rivière Monsieur
- Rivière Montrose
- Rivière Moquett
- Rivière Morestin
- Rivière Morne Mouri
- Rivière Moulin
- Rivière la Nau
- Rivière Noire
- Rivière Oman
- Rivière l'Or
- Rivière des Oranges
- Rivière de la Pagerie
- Rivière Passage
- Rivière de Paquemar
- Rivière des Pères
- Rivière de Perriolat
- Rivière Pétel
- Canal Petit Bourg
- Rivière Petite Grenade
- Rivière Petite Lézarde
- Petite Rivière
- Petite Rivière Salée
- Rivière Petit Galion
- Rivière du Petit Lorrain
- Rivière Petit Nicolas
- Rivière Picart
- Rivière Picodo
- Rivière Pierre
- Rivière Pierrot
- Rivière Pilote
- Rivière Pirogue
- Rivière pocquet
- Rivière de la Pointe Lamare
- Rivière Ponce
- Rivière du Potiche
- Rivière Poymiro
- Rivière du Prêcheur
- Rivière Propreté
- Rivière Prosperité
- Rivière Providence
- Rivière Quatre Carrés
- Rivière Quiembon
- Rivière Ravine
- Rivière Ribodeau
- Rivière Robert
- Rivière Roche
- Rivière les Roches
- Rivière Rocquet
- Rivière Roman
- Rivière Romanet
- Rivière Rosière
- Rivière Rouge
- Rivière Roussane
- Roxelane
- Rivière Sahul
- Rivière de Sainte-Marie
- Ruisseau de Saint-Jacques
- Rivière Saint-James
- Rivière Salée
- Rivière la Salle
- la Samperre
- Rivière du Saut
- Rivière Sèche
- Rivière Simon
- Rivière Tournedos
- la Tracée
- Rivière Tranchette
- Rivière de Trenelle
- Rivière Trois Bras
- Rivière Vallon
- Rivière Val d'Or
- Rivière le Vatable
- Rivière du Vauclin
- Rivière Yoyoye

## Cours d'eau classés par longueur
Voici une liste des cours d'eau de la Martinique d'une longueur de plus de 5 km,.
| Cours d'eau                   | Embouchure            | Longueur (km) |
| ----------------------------- | --------------------- | ------------- |
| La Lézarde                    | Mer des Caraïbes      | 35,8          |
| Rivière du Galion             | Mer des Caraïbes      | 23,1          |
| Rivière Capot                 | Mer des Caraïbes      | 21,8          |
| Rivière Blanche               | La Lézarde            | 20,5          |
| Rivière du Lorrain            | Mer des Caraïbes      | 18,4          |
| Rivière Monsieur              | Mer des Caraïbes      | 16,9          |
| Rivière Salée                 | Mer des Caraïbes      | 16,1          |
| Rivière du Carbet             | Mer des Caraïbes      | 13,8          |
| Grande Rivière Pilote         | Mer des Caraïbes      | 11,8          |
| Rivière Madame                | Mer des Caraïbes      | 11,6          |
| Petite Rivière                | La Lézarde            | 10,5          |
| La Jambette                   | Mer des Caraïbes      | 9,9           |
| Rivière de Basse-Pointe       | Mer des Caraïbes      | 9,6           |
| Rivière Petite Lézarde        | La Lézarde            | 9,5           |
| Rivière Caleçon               | La Lézarde            | 9             |
| Rivière Bambous               | Mer des Caraïbes      | 8,6           |
| Petite Rivière                | La Lézarde            | 8,4           |
| Rivière de Macouba            | Mer des Caraïbes      | 8             |
| Rivière Madame                | Mer des Caraïbes      | 7,9           |
| Roxelane                      | Mer des Caraïbes      | 7,9           |
| Rivière Petit Galion          | Rivière du Galion     | 7,9           |
| la Tracée                     | Rivière du Galion     | 7,8           |
| Rivière du Prêcheur           | Mer des Caraïbes      | 7,7           |
| Rivière Falaise               | Rivière Capot         | 7,5           |
| Rivière des Pères             | Mer des Caraïbes      | 7,4           |
| Petite Rivière Pilote         | Grande Rivière Pilote | 7             |
| Rivière Goureau               | La Lézarde            | 6,5           |
| Rivière du Jardin des Plantes | Roxelane              | 6,5           |
| Rivière Salée                 | Mer des Caraïbes      | 6,5           |
| Rivière Claire                | Rivière Rouge         | 6,4           |
| Rivière Grande Anse           | Mer des Caraïbes      | 6,4           |
| Rivière Case Navire           | Mer des Caraïbes      | 6,3           |
| Rivière Rouge                 | Mer des Caraïbes      | 6,3           |
| Rivière de Fond Bourlet       | Mer des Caraïbes      | 6,1           |
| Rivière du Longvilliers       | Mer des Caraïbes      | 6,1           |
| Rivière Saint-Jacques         | Mer des Caraïbes      | 6             |
| Rivière Dumauzé               | Rivière Case Navire   | 5,9           |
| Grande Rivière                | Mer des Caraïbes      | 5,8           |
| Rivière les Coulisses         | Mer des Caraïbes      | 5,6           |
| Rivière Pirogue               | Rivière du Lorrain    | 5,2           |
| Rivière des Cacaos            | Rivière Salée         | 5,1           |
| Rivière la Manche             | Mer des Caraïbes      | 5,1           |
| Rivière Bêtes Rouges          | Rivière Salée         | 5             |
| Rivière Goureau               | Rivière Blanche       | 5             |

## Canaux
| Canal             | Embouchure       | Longueur (km) |
| ----------------- | ---------------- | ------------- |
| Canal d'Alesso    | Mer des Caraïbes |               |
| Canal Petit Bourg | Mer des Caraïbes | 0,6           |
| Canal Carrère     | Mer des Caraïbes | 3,1           |